# Charlie Brooker
Charlton "Charlie" Brooker (Reading, 3 de março de 1971) é um roteirista, satirista e comentarista britânico. Ele é o criador da aclamada série antológica Black Mirror.
Além de escrever para programas como Black Mirror, Brass Eye, The 11 O'Clock Show e Nathan Barley, Brooker apresentou vários programas de televisão britânicos, como Screenwipe, Gameswipe, Newswipe, Weekly Wipe e 10 O'Clock Live. Ele também escreveu Dead Set, um drama de terror de cinco partes que foi nomeado ao prêmio de Melhor Série Dramática de 2009 pelo BAFTA. Ele escreveu peças de comentário para o The Guardian e é um dos quatro diretores criativos da produtora Zeppotron, da Endemol.
O estilo do humor de Brooker é profano e muitas vezes controverso, com elementos surreais e um consistente pessimismo satírico. Ele ganhou o prêmio de Colunista do Ano de 2009 no British Press Awards, o prêmio de Melhor Programa de Entretenimento de 2010 da Newswipe da Royal Television Society e recebeu três British Comedy Awards.

## Biografia
Charlton Brooker nasceu a 3 de março de 1971 em Reading, no sul de Inglaterra. A sua família é Quaker e Brooker cresceu na aldeia de Brightwell-cum-Sotwell, no Oxfordshire. O seu primeiro trabalho foi como cartoonista para a revista Oink! no final da década de 1980.
Após frequentar a Wallingford School, Brooker ingressou na Universidade de Westminster, onde estudou Comunicação Social. Brooker não chegou a concluir oficialmente o curso uma vez que, segundo o próprio, a universidade não aceitou que o tema da sua tese fosse Videojogos.
Brooker casou-se com a apresentadora Konnie Huq em 2010 na Little Wedding Chapelin em Las Vegas e tem dois filhos: Covey e Huxley. 

## Carreira

### Jornalista
Brooker começou a sua carreira em meados dos anos 1990 como jornalista na revista PC Zone, onde escrevia críticas de videojogos e uma coluna intitulada "Sick Notes", onde insultava as pessoas que escreviam cartas negativas para a revista. Entre 1999 e 2003, escreveu também para o website TvGoHome, que satirizava as listas de programação da televisão ao estilo da revista Radio Times.
Entre 2000 e 2010 escreveu a coluna "Screen Burn" para o jornal The Guardian. Um dos seus textos, onde falava do então Presidente George W. Bush e publicado pouco antes das eleições presidenciais dos Estados Unidos de 2004, provocou alguma polémica por Brooker o ter concluído com a frase: "John Wilkes Booth, Lee Harvey Oswald, John Hinckley, Jr., onde estão vocês quando precisamos?". A alusão aos assassinos de antigos presidentes americanos não foi bem aceite pelo público e o The Guardian decidiu retirar o texto da Internet e divulgou um pedido de desculpas de Brooker:
Terminei uma coluna Screen Burn com a reciclagem de uma piada muito antiga e de mau gosto (uma variante de um grafiti que vi durante o Governo da Thatcher) e, em poucos minutos, a internet parecia estar convencida de que o The Guardian estava a pedir oficialmente um assassinato. O meu e-mail foi inundado por ameaças de morte aterrorizadoras e o episódio não teve mesmo piada nenhuma. Foi o equivalente a contar uma piada de mau gosto num jantar e descobrir que afinal não tinha contado piada nenhuma e que tinha abusado dos filhos do anfitrião e de repente começar toda a gente a bater-me e a dizer-me que não ia ter direito a sobremesa. Já tive fins de semana melhores.

### Televisão
Brooker começou a trabalhar como guionista nos anos 1990, tendo contribuído maioritariamente em programas de comédia.
Em 2006, estreou Screenwipe na BBC 4, um programa de sátira e críticas de programas de TV e da sociedade em geral ao estilo da coluna Screen Burn que Brooker escrevia no The Guardian. Este foi o primeiro programa que Brooker apresentou e que lhe deu alguma visibilidade no Reino Unido. Screenwipe tinha um formato semanal e episódios especiais de Natal e de Revista do Ano e teve cinco temporadas entre 2006 e 2008. A premissa do programa consistia em Brooker sentado num sofá a ver televisão enquanto satirizava e analisava programas de TV e acontecimentos da atualidade num estilo humorístico.
Em janeiro de 2009, Brooker começou a escrever e a apresentar um programa com um formato similar ao Screenwipe, mas mais focado nas notícias: Newswipe. O programa teve apenas duas temporadas, mas os episódios especiais de revista do ano continuaram até 2016.
Em 2008, estreou a primeira série fictícia de TV escrita por Charlie Brooker: Dead Set. A minissérie de terror com cinco episódios decorre na casa do Big Brother, onde os participantes e a equipa técnica são apanhados num apocalipse zombie. A série foi bastante aclamada pela crítica e foi nomeada para o BAFTA de Melhor Série Dramática.
Entre 2009 e 2010, apresentou o programa You Have Been Watching, onde testava o conhecimento sobre televisão de personalidades conhecidas do Reino Unido.
Brooker foi presença assídua em programas de comédia britânicos como Have I Got News For You, Would I Lie to You?, 8 Out of 10 Cats e Nevermind the Buzzcocks, entre outros.

#### Black Mirror
Em dezembro de 2011, o Channel Four transmitiu três episódios de Black Mirror, uma série antológica de ficção cientifica que recebeu críticas bastante positivas. Para além de ter criado a série, Brooker escreveu o primeiro episódio e foi um dos escritores do segundo episódio, em conjunto com a sua esposa. Brooker escreveu todos os episódios da segunda temporada.
Em setembro de 2015, o serviço de streaming Netflix encomendou uma terceira temporada de 12 episódios, o que levou a que o Channel 4 perdesse todos os direitos de transmissão da série. Os 12 episódios acabaram por ser divididos por duas temporadas, a primeira das quais lançada em outubro de 2016 e a segunda em dezembro de 2017. Brooker escreveu sozinho quatro episódios da terceira temporada ("Playtest", "San Junipero", "Men Against Fire" e "Hated in the Nation") e escreveu os dois restantes em colaboração com outros argumentistas. Na quarta temporada, Brooker escreveu todos os episódios sozinho, com a exceção de "USS Callister", que escreveu em colaboração com William Bridges.
Brooker descreveu o conteúdo e a estrutura de Black Mirror como: "cada episódio tem um elenco diferente, um cenário diferente e até uma realidade diferente. Mas são todos sobre a forma como vivemos atualmente e a forma como poderemos viver daqui a 10 minutos se não tivermos cuidado".
Num comunicado de imprensa, a produtora da série, Endemol, descreveu-a como "uma mistura de The Twilight Zone e Tales of the Unexpected que aborda o nosso desconforto contemporâneo com o nosso mundo moderno", com histórias que têm um sentimento de "paranóia em relação à tecnologia".
Numa entrevista ao The Guardian, Brooker explicou o título da série: "Se a tecnologia é uma droga, e parece mesmo uma droga, então quais são os seus efeitos secundários? Esta zona, entre o prazer e o desconforto, é onde Black Mirror, a minha nova série, opera. O "black mirror" (espelho negro) do título é o que encontramos em todas as paredes, em todas as secretárias, na palma de todas as mãos: o ecrã frio e brilhante de uma televisão, de um monitor, de um smartphone".
Em 2017, Charlie Brooker venceu dois Emmy's pelo seu trabalho no episódio "San Junipero": Melhor Argumento de uma Minissérie, Filme ou Especial de Drama e Melhor Telefilme. Em 2018 repetiu a dupla vitória, nas mesmas categorias, com o episódio "USS Callister".

## Filmografia
| Título                           | Ano           | Crédito   | Crédito  | Crédito      | Crédito      | Notas                   |
| Guionista                        |               | Guionista | Produtor | Participação | Papel        |                         |
| -------------------------------- | ------------- | --------- | -------- | ------------ | ------------ | ----------------------- |
| The 11 O'Clock Show              | 1999–2000     | Sim       |          |              |              | 4 episódios             |
| Brass Eye                        | 2001          | Sim       |          | Sim          |              | Episódio: "Paedogeddon" |
| TVGoHome                         | 2001          | Sim       |          | Sim          | Tony Rogers  |                         |
| Spoons                           | 2005          | Sim       |          |              |              | Co-criador              |
| Nathan Barley                    | 2006          | Sim       |          |              |              | Co-criador              |
| Charlie Brooker's Screenwipe     | 2006–2008     | Sim       | Sim      | Sim          | Apresentador | Criador                 |
| Rush Hour                        | 2007          | Sim       |          |              |              | Criador                 |
| Dead Set                         | 2008          | Sim       | Sim      | Sim          | Zombie       | Minissérie              |
| Charlie Brooker's Gameswipe      | 2008          | Sim       |          | Sim          | Apresentador | Especial                |
| You Have Been Watching           | 2009–2010     |           |          | Sim          | Apresentador | Criador                 |
| Newswipe with Charlie Brooker    | 2009–2010     | Sim       |          | Sim          | Apresentador | Criador                 |
| Charlie Brooker's 2010 Wipe      | 2010          | Sim       |          | Sim          | Apresentador | Especial                |
| How TV Ruined Your Life          | 2010          | Sim       |          | Sim          | Apresentador | Criador                 |
| Charlie Brooker's 2011 Wipe      | 2011          | Sim       |          | Sim          | Apresentador | Especial                |
| 10 O'Clock Live                  | 2011–2013     | Sim       |          | Sim          | Apresentador |                         |
| Black Mirror                     | 2011–presente | Sim       | Sim      |              |              | Criador                 |
| Them from That Thing             | 2012          | Sim       |          |              |              | 2 episódios             |
| Charlie Brooker's 2012 Wipe      | 2012          | Sim       |          | Sim          | Apresentador | Especial                |
| A Touch of Cloth                 | 2012–2014     | Sim       | Sim      | Sim          | Ele próprio  | Co-criador              |
| How Videogames Changed the World | 2013          | Sim       | Sim      | Sim          | Apresentador | Especial                |
| Charlie Brooker's 2013 Wipe      | 2013          | Sim       |          | Sim          | Apresentador | Especial                |
| Charlie Brooker's Weekly Wipe    | 2013–2015     | Sim       |          | Sim          | Apresentador | Criador                 |
| Charlie Brooker's 2014 Wipe      | 2014          | Sim       |          | Sim          | Apresentador | Especial                |
| Charlie Brooker's Election Wipe  | 2015          | Sim       |          | Sim          | Apresentador | Especial                |
| Charlie Brooker's 2015 Wipe      | 2015          | Sim       |          | Sim          | Apresentador | Especial                |
| Cunk on Shakespeare              | 2016          | Sim       |          |              |              | Especial                |
| Charlie Brooker's 2016 Wipe      | 2016          | Sim       |          | Sim          | Apresentador | Especial                |
| Cunk on Christmas                | 2016          | Sim       |          |              |              | Especial                |
| Mr Biffo's Found Footage         | 2017          |           | Sim      |              |              | Série web               |
| Cunk on Britain                  | 2017          | Sim       |          |              |              | Minissérie              |
| Black Mirror: Bandersnatch       | 2018          | Sim       | Sim      |              |              | Filme                   |
| O Mundo por Philomena Cunk       | 2022          | Sim       | Sim      |              |              | Minissérie              |

## Livros
- TV Go Home, 2001
- Unnovations, 2002
- Screen Burn, 2004
- Dawn of the Dumb: Dispatches from the Idiotic Frontline, 2007
- The Hell of it All, 2009
- I Can Make You Hate, 2012